# Región de Los Ríos
La región de Los Ríos es una de las dieciséis regiones en que se divide la República de Chile. Su capital es Valdivia. Ubicada al sur del país, limita al norte con la región de La Araucanía, al este con la provincia de Neuquén en Argentina, al sur con la región de Los Lagos y al oeste con el océano Pacífico.
Cuenta con una superficie de 18 429,5 km² y una población de 384 837 habitantes según el censo 2017. La región está compuesta por las provincias de Valdivia y del Ranco, y la capital regional es la ciudad de Valdivia. La región de Los Ríos surgió a partir de la independencia de la provincia de Valdivia de la región de Los Lagos el 2 de octubre de 2007, al entrar en vigor la Ley n.° 20174.

## Historia

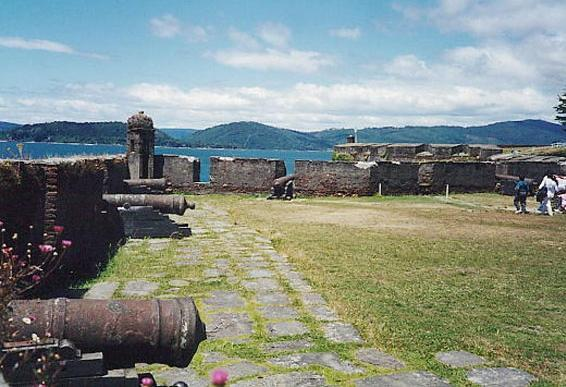
Sistema de fuertes fundado por españoles en Corral.

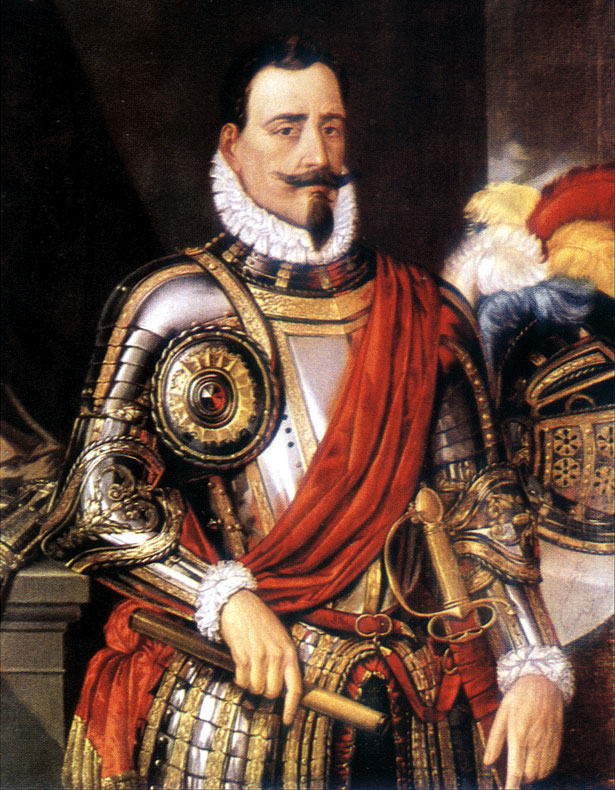
Pedro de Valdivia.

### Población prehispánica
La zona actualmente comprendida por la Región de Los Ríos fue habitada por diversos grupos indígenas de la familia de los mapuches, actualmente denominados lafkenches (gente del mar). Estos pueblos tenían una economía de horticultura de subsistencia combinada con caza y recolección, cultivaban papas y porotos, criaban auquénidos y practicaban una metalurgia bastante limitada.

### Periodo colonial
En 1552, las tropas conquistadoras españolas pues lideradas por Pedro de Valdivia fundaron la ciudad de Valdivia. La localidad, una de las más australes fundadas por las huestes hispanas, fue abandonada tras el desastre de Curalaba en 1598. En la década de 1640 hubo un intento de poblamiento neerlandés, inicialmente con ayuda indígena, pero debieron retirarse al no tener el apoyo esperado entre los mapuches. Posteriormente la ciudad sería reconstruida en 1684, aunque los alrededores aún eran territorios controlados por el pueblo mapuche.
La ciudad era un importante punto estratégico del Virreinato del Perú, pues permitía controlar el paso de naves por el Pacífico desde el Cabo de Hornos hacia las ricas zonas peruanas. La ciudad fue protegida con un sistema de fortalezas para evitar el ataque de enemigos de la Corona española, como piratas ingleses o neerlandeses. Valdivia y Chiloé eran los únicos reductos coloniales al sur del río Biobío durante la Guerra de Arauco, por lo que dependían directamente del Virreinato del Perú y no de la Capitanía General de Chile; sólo hacia fines de la Colonia, producto de la Rebelión Huilliche de 1792, la posterior refundación de la ciudad de Osorno y la creación del Camino Real, se produciría la pacificación y progreso de la región y las relaciones entre los pueblos nativos, criollos e hispanos.
La ciudad se mantendría en manos españolas hasta el 4 de febrero de 1820, cuando las tropas patriotas chilenas al mando de Lord Thomas Cochrane tomaron la ciudad.

### sigloXIX
Incorporada a Chile, la Provincia de Valdivia fue una de las ocho provincias de las Leyes Federales de 1826 y mantuvo dicha categoría en las sucesivas modificaciones del sistema administrativo nacional. La zona interior comenzaría a habitarse y en 1821 sería fundada la localidad de La Unión. Sin embargo, con el fin del gobierno español y su importancia estratégica, la economía de Valdivia entraría en un período de depresión. Las autoridades chilenas decidieron iniciar tanto en Valdivia como en la zona de Llanquihue, más al sur, un proceso de colonización por parte de inmigrantes de origen alemán. Los primeros grupos de colonos de la llamada Colonización de Llanquihue llegaron a Valdivia en 1846 y pronto comenzaron a desarrollar la industria en la ciudad, principalmente cervecera y de cecinas.

### sigloXX

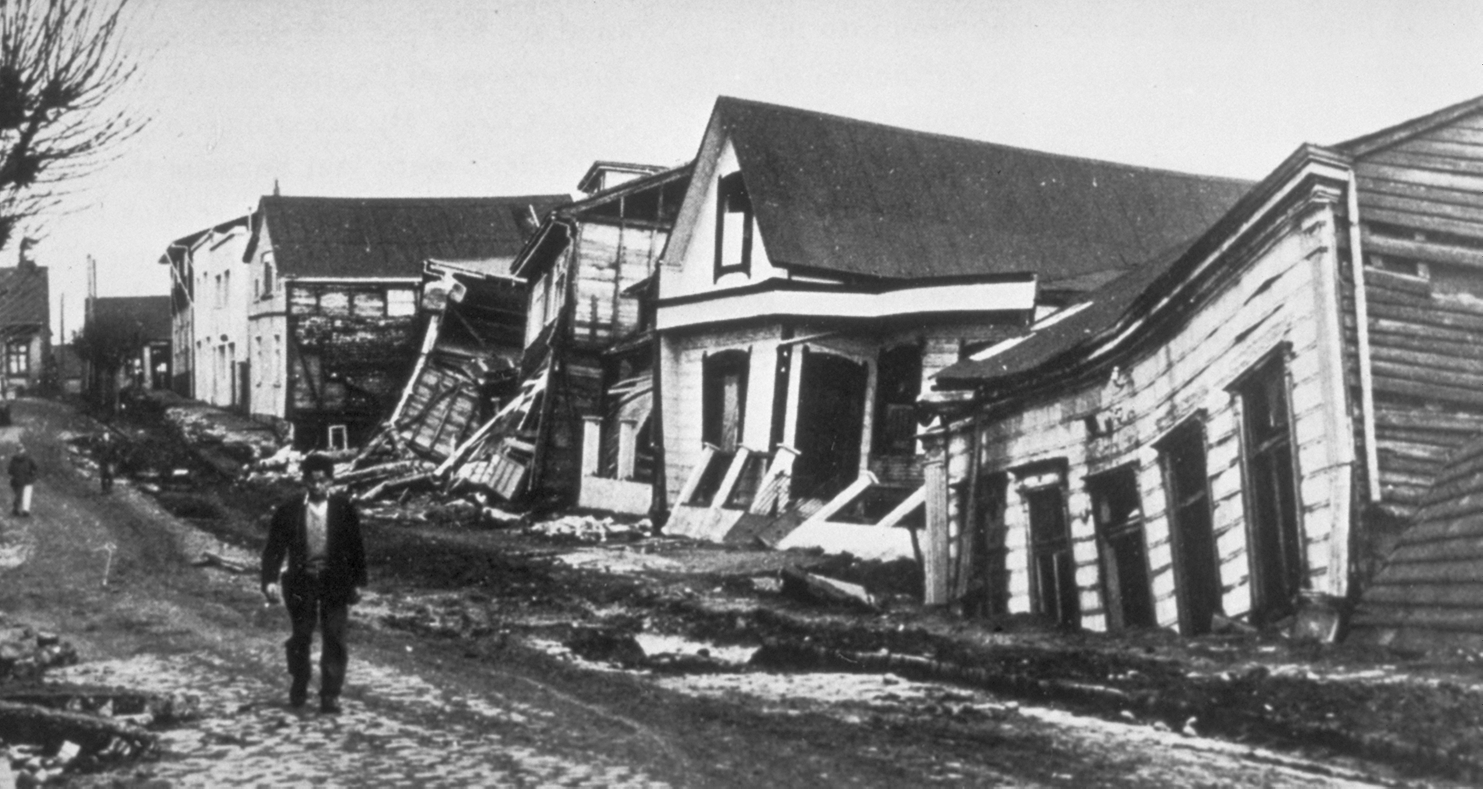
Vista de una calle en el centro de Valdivia tras el terremoto del 22 de mayo de 1960.

Valdivia sufrió diversos desastres a lo largo del siglo XX. Destacan el gran incendio de 1909, que arrasó con la ciudad, y el Gran Terremoto de Valdivia, ocurrido el 22 de mayo de 1960: con una magnitud de 9,6 grados en la escala de Richter es el más fuerte registrado en la historia de la humanidad. El terremoto destruyó casi la totalidad de los pueblos de la región y provocó diversos cambios en su geografía.
En 1974, la dictadura militar dio inicio al proceso de reforma administrativa, también conocido como regionalización, con el fin de reducir el número de divisiones administrativas (que a esa fecha era de 25 provincias). Previamente, propuestas realizadas por la CORFO y ODEPLAN proponían la unión de provincias formando macrorregiones: mientras las regiones de la CORFO proponían la unión de las provincias de Valdivia, Osorno y provincia de Llanquihue, la de ODEPLAN excluía a esta última. La CONARA finalmente decidió la creación de doce regiones más un área metropolitana para la capital, creando así la Región de Los Lagos como fusión de las tres provincias mencionadas y además la de Chiloé.

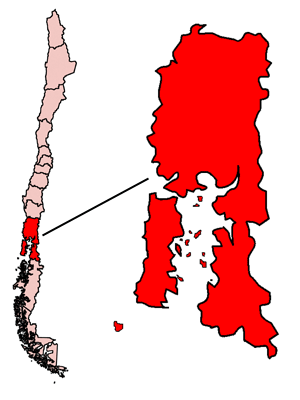
Mapa de la Región de Los Lagos entre 1974 y 2007.

Aunque la idea de la regionalización era la de crear polos centrales de desarrollo en sus capitales, la Región de Los Lagos tenía tres ciudades que tenían una población similar: Valdivia, Osorno y Puerto Montt. La capital quedó fijada en esta última, lo que produjo el rechazo por parte de los habitantes valdivianos, pues la nueva capital regional quedaba a la considerable distancia de 200 kilómetros.

### sigloXXI
Durante los años 1990, la presión por constituir una nueva región aumentó y, durante la campaña presidencial de Ricardo Lagos, este prometió la creación de la nueva región de Valdivia en conjunto con la de Arica y Parinacota. Recién en 2004 se cumplió con el primer paso para la creación de ambas regiones (modificar un artículo de la Constitución de 1980, que fijaba en 13 el número de regiones del país). Posteriormente, el 16 de septiembre de 2005, el Poder Ejecutivo anunció el envío de los proyectos de ley que pretendían crear dichas nuevas regiones; el que se convertiría en la ley 20 174 ingresó a tramitación el 13 de diciembre de 2005.
El proyecto de ley presentado en dicha oportunidad constaba de las siguientes reformas:
- Creación de la nueva Región de Los Ríos, que comprendía la existente provincia de Valdivia. Sin embargo, las comunas de Paillaco, Futrono, Lago Ranco, Río Bueno y La Unión formarían la nueva provincia de Ranco, asumiendo La Unión la calidad de capital provincial.
- Paillaco modificaría sus límites comunales para tener acceso al río Bueno.
- La actual circunscripción senatorial (que comprende las provincias de Valdivia y Osorno) sería modificada para que integre solamente a los distritos 53 y 54 (equivalentes a la nueva región). El distrito 55 pasaría a formar parte de la XVII circunscripción y sería modificado integrando las comunas de Puyehue, Río Negro, Purranque y Puerto Octay, para que su territorio sea semejante a la actual provincia de Osorno.

Luego del ingreso del proyecto de ley al Congreso Nacional, este comenzó a ser tramitado en la Cámara de Diputados, siendo aprobado en general en dicha cámara, en primer trámite constitucional, el día 19 de abril de 2006, por 78 votos a favor, 3 en contra y 28 abstenciones.
El tema que causó mayor conflicto fue que, producto de que constitucionalmente se requería un mínimo de dos provincias para la creación de una región, originalmente el proyecto del gobierno pretendía incluir a la provincia de Osorno en la nueva región; la idea de crear la provincia del Ranco (segregándola de la provincia de Valdivia) fue posterior, pero no por ello se descartó incluir a Osorno. Al publicarse este hecho en los territorios involucrados, se produjo un rechazo en las autoridades de ambas zonas, aun cuando diversos congresistas estaban a favor, pues argumentaban que por sí sola, Valdivia no podía ser región.
Durante la discusión del proyecto de ley, los osorninos efectuaron manifestaciones, reclamando por las condiciones en que su provincia sería incluida y exigiendo ciertos beneficios para aceptarlo; el gobierno acordó discutir en ese momento solamente la creación de la nueva región, y atender posteriormente la inclusión de la provincia de Osorno a la nueva región. Así, el proyecto fue aprobado en particular el 6 de junio de 2006. Tras ello, el proyecto fue remitido al Senado, para su segundo trámite constitucional.
En el Senado, el proyecto fue aprobado en general el día 10 de octubre de 2006. En tanto, el 19 de noviembre fue realizada una consulta ciudadana en Osorno para recoger la opinión de la ciudadanía sobre el futuro de la provincia. Con más de 20.000 votos, un 92% de los osorninos rechazó su incorporación a la nueva región y sólo un 6% se manifestó a favor, indicando que opinaban que su futuro más próspero se encontraría en la región de los Lagos, y que los beneficios ofrecidos por el gobierno eran insuficientes para aceptar la incorporación. A pesar de que este plebiscito tenía en un comienzo un carácter no vinculante, el gobierno entendió la importancia de dicha votación y retiró del proyecto de ley la incorporación de la provincia de Osorno a la futura Región de Los Ríos.
Así, el proyecto fue aprobado en particular con modificaciones, el 6 de diciembre de 2006, por lo que debió ser enviado a la cámara de origen (la Cámara de Diputados) para que se pronunciara sobre las modificaciones que se introdujeron al proyecto, el cual sería aprobado por ésta en tercer trámite constitucional, el 19 de diciembre de 2006.
Tras la aprobación por parte de ambas cámaras, el proyecto fue remitido el 23 de enero de 2007 al Tribunal Constitucional, para su control de constitucionalidad, que fue efectuado por sentencia de 26 de enero de 2007, siendo promulgado como la ley N.º 20.174, el 16 de marzo de 2007 por la presidenta Michelle Bachelet en un acto realizado en el Paseo Libertad de la ciudad de Valdivia. Dicha ley fue publicada en el Diario Oficial el 5 de abril del mismo año y entró en vigencia el 2 de octubre de 2007, sellando con ello la independencia de la nueva región.

## Gobierno y administración

### División político-administrativa
La región de Los Ríos, que tiene por capital a la ciudad de Valdivia, para efectos del gobierno y administración interior, se divide en dos provincias:
- Provincia del Ranco, cuya capital es La Unión.
- Provincia de Valdivia, cuya capital es Valdivia.

Mientras que estas dos provincias se subdividen en 12 comunas ―Panguipulli, Futrono, Río Bueno, Lago Ranco, La Unión, Corral, Paillaco, Valdivia, Máfil, Lanco, Mariquina y Los Lagos―.
| \| Provincia \| Capital \| Comuna \| \| --------------------- \| -------- \| ----------- \| \| Provincia de Valdivia \| Valdivia \| \| \| Provincia de Valdivia \| Valdivia \| Mariquina \| \| Provincia de Valdivia \| Valdivia \| Lanco \| \| Provincia de Valdivia \| Valdivia \| Máfil \| \| Provincia de Valdivia \| Valdivia \| Valdivia \| \| Provincia de Valdivia \| Valdivia \| Corral \| \| Provincia de Valdivia \| Valdivia \| Paillaco \| \| Provincia de Valdivia \| Valdivia \| Los Lagos \| \| Provincia de Valdivia \| Valdivia \| Panguipulli \| \| Provincia del Ranco \| La Unión \| \| \| Provincia del Ranco \| La Unión \| La Unión \| \| Provincia del Ranco \| La Unión \| Río Bueno \| \| Provincia del Ranco \| La Unión \| Lago Ranco \| \| Provincia del Ranco \| La Unión \| Futrono \| | Panguipulli Futrono Río Bueno Lago Ranco La Unión Corral Paillaco Valdivia Máfil Lanco Mariquina Los Lagos |             |
| Provincia | Capital | Comuna      |
| Provincia de Valdivia | Valdivia                                                                                                   |             |
| Provincia de Valdivia | Valdivia                                                                                                   | Mariquina   |
| Provincia de Valdivia | Valdivia                                                                                                   | Lanco       |
| Provincia de Valdivia | Valdivia                                                                                                   | Máfil       |
| Provincia de Valdivia | Valdivia                                                                                                   | Valdivia    |
| Provincia de Valdivia | Valdivia                                                                                                   | Corral      |
| Provincia de Valdivia | Valdivia                                                                                                   | Paillaco    |
| Provincia de Valdivia | Valdivia                                                                                                   | Los Lagos   |
| Provincia de Valdivia | Valdivia                                                                                                   | Panguipulli |
| Provincia del Ranco | La Unión                                                                                                   |             |
| Provincia del Ranco | La Unión                                                                                                   | La Unión    |
| Provincia del Ranco | La Unión                                                                                                   | Río Bueno   |
| Provincia del Ranco | La Unión                                                                                                   | Lago Ranco  |
| Provincia del Ranco | La Unión                                                                                                   | Futrono     |

### Autoridades

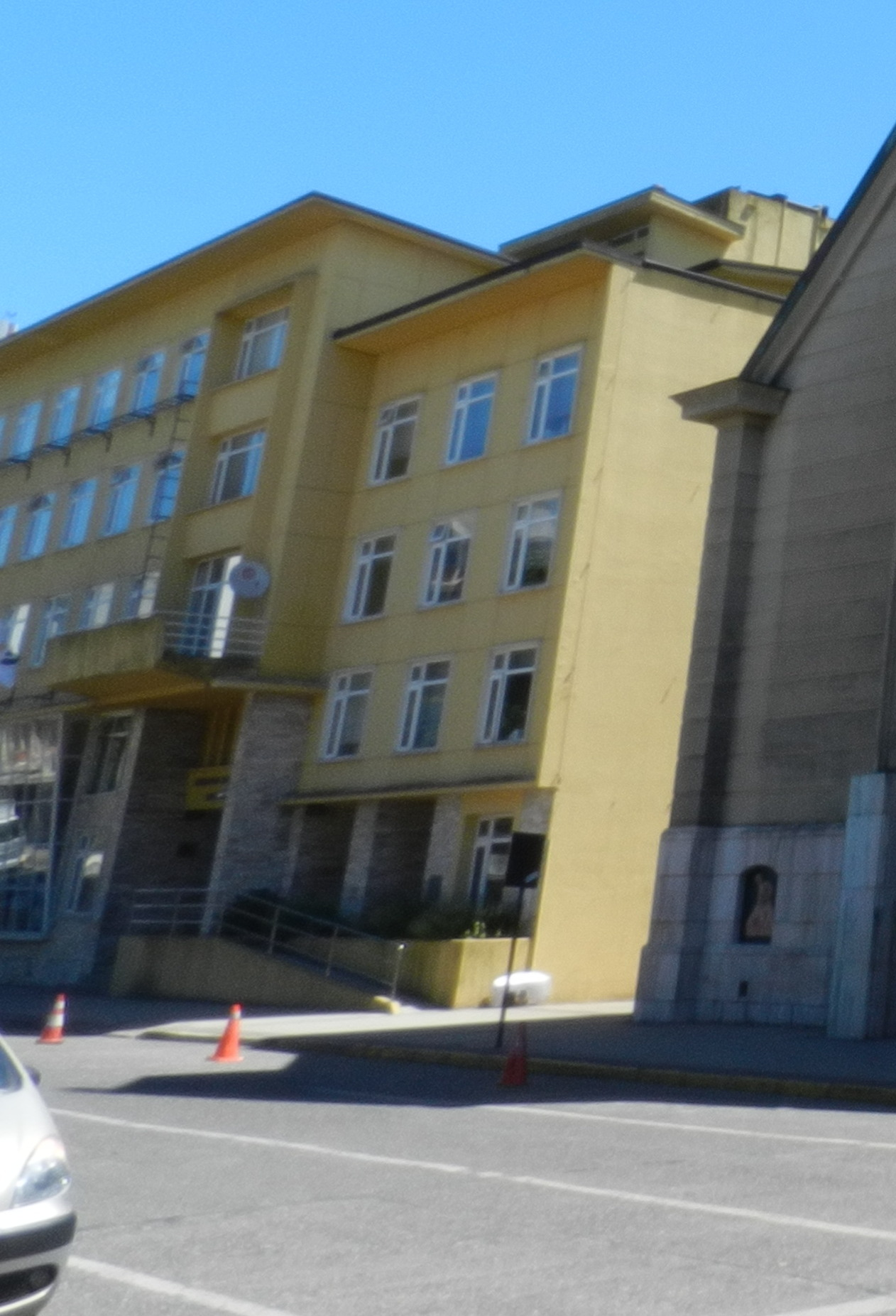
Edificio del Gobierno Regional de Los Ríos.

La administración de la región del poder ejecutivo radica en el Gobierno Regional de Los Ríos, constituido por el Gobernador de Los Ríos y por el Consejo Regional, además de contar con la presencia del Delegado Presidencial regional de Los Ríos y el Delegado Presidencial Provincial del Ranco, representantes del gobierno central del país.
Para los efectos de la administración local, las provincias están divididas a su vez en 12 comunas ―Panguipulli, Futrono, Río Bueno, Lago Ranco, La Unión, Corral, Paillaco, Valdivia, Máfil, Lanco, Mariquina y Los Lagos― en total regidas por su respectiva municipalidad.
El poder legislativo se encuentra representado y dividido territorialmente a través de la 12.º circunscripción del Senado de Chile constituido por tres senadores y por el 24.º distrito electoral de la Cámara de Diputados -compuesto por cinco diputados-, los cuales representan a los ciudadanos de la región.

#### Gobernador Regional
- Luis Cuvertino Gómez (PS)

#### Delegado Presidencial Regional
- Jorge Alvial Pantoja (PPD)

#### Delegado Presidencial Provincial
- Ranco: Alejandro Reyes Catalán (PS)

#### Alcaldes
| Comuna     | Alcalde                     | Partido | Comuna      | Alcalde                    | Partido |
| ---------- | --------------------------- | ------- | ----------- | -------------------------- | ------- |
| Corral     | Claudio González Navarro    | Ind.    | Máfil       | Andrés Lara Martínez       | Ind.    |
| Futrono    | Fernando Flández Montecinos | PPD     | Mariquina   | Rolando Mitre García       | Ind-RN  |
| La Unión   | Saturnino Quezada Solís     | Ind.    | Paillaco    | Cristián Navarrete Quezada | Ind-PS  |
| Lago Ranco | Miguel Meza Shwenke         | RN      | Panguipulli | Rodrigo Valdivia Órias     | PS      |
| Lanco      | Juan Rocha Aguilera         | PS      | Río Bueno   | Luis Reyes Álvarez         | Ind-UDI |
| Los Lagos  | Víctor Fritz Aguayo         | Ind-UDI | Valdivia    | Carla Amtmann Fecci        | FA      |

#### Parlamentarios

##### Senadores
| Circunscripción | Senadores                                                              | Partido   |
| --------------- | ---------------------------------------------------------------------- | --------- |
| 12              | Alfonso de Urresti Longton María José Gatica Bertín Iván Flores García | PS RN PDC |

##### Diputados
| Distrito | Diputados | Partido             |
| -------- | --- | ------------------- |
| 24       | Marcos Ilabaca Cerda Bernardo Berger Fett Gastón Von Mühlenbrock Zamora Patricio Rosas Barrientos Ana María Bravo Castro | PS Ind-RN UDI FA PS |

#### Secretarías regionales ministeriales
| Hacienda                            | Sin Secretaría Regional      | Sin Secretaría Regional |
| Seguridad Pública                   | Alejandro Reyes Catalán      |                         |
| Gobierno                            | Juan Guerra Hollstein        | FA                      |
| Economía, Fomento y Turismo         | Alejandra Vásquez Silva      | FA                      |
| Desarrollo Social y Familia         | Roberto Giubergia Valderrama | FA                      |
| Educación                           | Juan Pablo Gerter            | FA                      |
| Justicia y Derechos Humanos         | Jorge Ríos Del Río           | Ind.                    |
| Trabajo y Previsión Social          | Rodrigo Leiva Caro           | FA                      |
| Obras Públicas                      | Nuvia Perlata Riffo          | PS                      |
| Salud                               | Cristina Ojeda               | FA                      |
| Vivienda y Urbanismo                | Daniel Barrientos Triviños   | PPD                     |
| Bienes Nacionales                   | Jorge Pacheco Rojas          | PS                      |
| Agricultura                         | Jorge Sánchez Slater         | Ind.                    |
| Minería                             | Patricio Tenorio Pangui      | PCCh                    |
| Transporte y Telecomunicaciones     | Jean Ugarte Ayala            | FA                      |
| Energía                             | Claudia Lopetegui Moncada    | PPD                     |
| Medio Ambiente                      | Alberto Tacón Clavaín        | Ind.                    |
| Deporte                             | René Antío Acuña             | FA                      |
| Mujer y Equidad de Género           | Francisca Corbalán Herrera   | Ind.                    |
| Culturas, las Artes y el Patrimonio | Óscar Mendoza Uriarte        | PCCh                    |

## Geografía

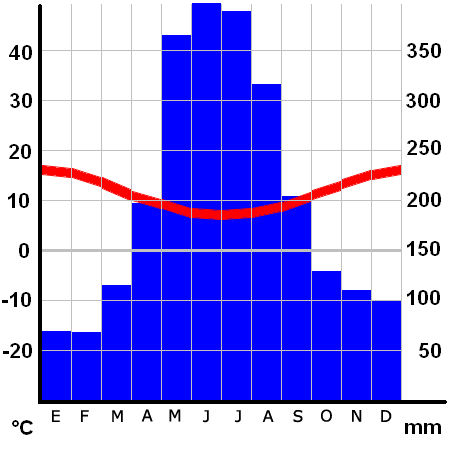
Climograma de Valdivia.

La Región de los Ríos está dominada por los valles de la Depresión Intermedia, interrumpidos apenas por la Cordillera de la Costa, que en la zona alcanza baja altura y se denomina Cordillera del Mahuidanche y Cordillera Pelada, lo que permite el amplio desarrollo de la agricultura y de la ganadería. La Cordillera de los Andes mantiene su característico vulcanismo con una altitud que supera los 2000 metros sobre el nivel del mar (MSNM), destacando en la zona los volcanes Villarrica (2814 m s. n. m.) —en el límite con la región de la Araucanía— y el Mocho-Choshuenco (2422 m s. n. m.).
Una de las principales características de la geografía corresponde a los cursos hidrográficos. Dos cuencas dominan la región: la cuenca del río Valdivia y la cuenca del río Bueno. En ambos casos, los ríos se originan en la zona cordillerana y, debido a la acumulación de morrenas de origen glacial que han detenido el paso de las aguas, diversos lagos se han formado. En el caso del río Valdivia, este se origina en el lago argentino Lácar cuyas aguas cruzan la frontera y dan forma a los Siete Lagos, un conjunto en el que destacan el Panguipulli, el Calafquén y el Riñihue; desde este último, las aguas bajan por el río San Pedro y el Calle-Calle, hasta que sus aguas se juntan con las del río Cruces para formar el Valdivia, el cual desemboca en la bahía de Corral. En el caso del río Bueno, es el lago Ranco el que da vida a su cauce.
La geografía de la Región ha dado vida a diversos ecosistemas, como el bosque valdiviano especialmente la zona costera y que se caracteriza por la presencia de alerces. Por otro lado, el terremoto de 1960 que cambió gran parte del entorno regional provocó la inundación de zonas fértiles por cauces fluviales, generando grandes humedales como el del Santuario de la Naturaleza Carlos Andwanter, hogar de diversas especies de fauna como el cisne de cuello negro (aunque la población de cisnes es bajísima producto de su muerte masiva, indicándose como culpable a la industria celulósica, CELCO).

## Clima

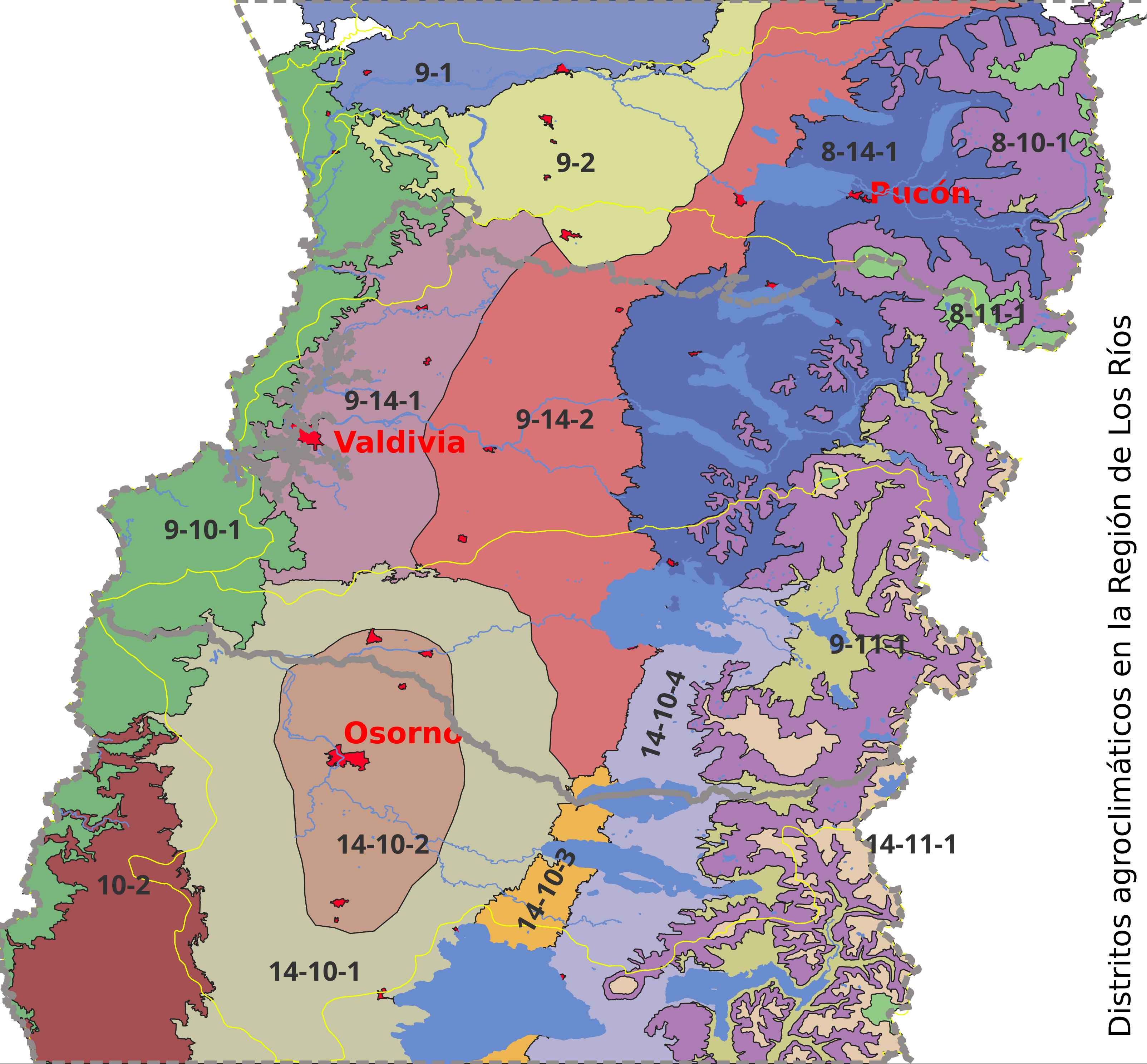
Distritos agroclimáticos en la Región.

El Atlas agroclimático de Chile distingue en la Región 10 distritos agroclimáticos, es decir territorio(s) climáticamente uniforme(s) y que, consecuentemente tiene(n) similar potencial productivo y de riesgos agroclimáticos frente a las especies cultivadas.: 17 . Estos distritos son, casi todos, franjas de norte a sur que de oriente a occidente les llama: 8-10-1, 8-14-1, 9-14-2, 9-14-1 y 9-10-1. En su límite sur aparecen además los distritos 14-10-1, 14-10-2, 14-10-3, 14-10-4, 9-11-1 y 14-11-1.
El clima de la Región es en general un oceánico húmedo, con una temperatura promedio de 11 °C con una baja oscilación térmica en la costa producto de la influencia marítima; aunque en invierno hay temperaturas bajo cero. Las precipitaciones son realmente considerables y en la zona costera superan anualmente los 2000 mm de agua caída, durante todo el año y principalmente durante los meses de invierno, lo que la convierte en una de las zonas más lluviosas del país.

## Demografía
De acuerdo al censo (2002) las comunas que forman la actual XIV Región contaban con una población total de 356 396 habitantes, mientras que la población estimada para el año 2006 era de 373 712 habitantes.
Un 11,30 % de la población se declara como mapuche, lo que la convierte en la segunda región con mayor porcentaje de habitantes pertenecientes a dicha etnia y la tercera con más población indígena total.
En el censo de 2017, la mayoría de la población 166 080 habitantes. El resto viven en ciudades y pueblos que se ubican en el Valle Central o en la cercanía de lagos. Otras ciudades de importancia son La Unión con 38 036 habitantes, Panguipulli (34 539), Río Bueno (31 372), Mariquina (21 278), Paillaco (20 188) y Los Lagos (19 634).
En cuanto a religión, un 62,52 % de los habitantes de la Región de Los Ríos profesa el catolicismo y un 24,49 % se declara como evangélico.

### Indicadores básicos (serie histórica)

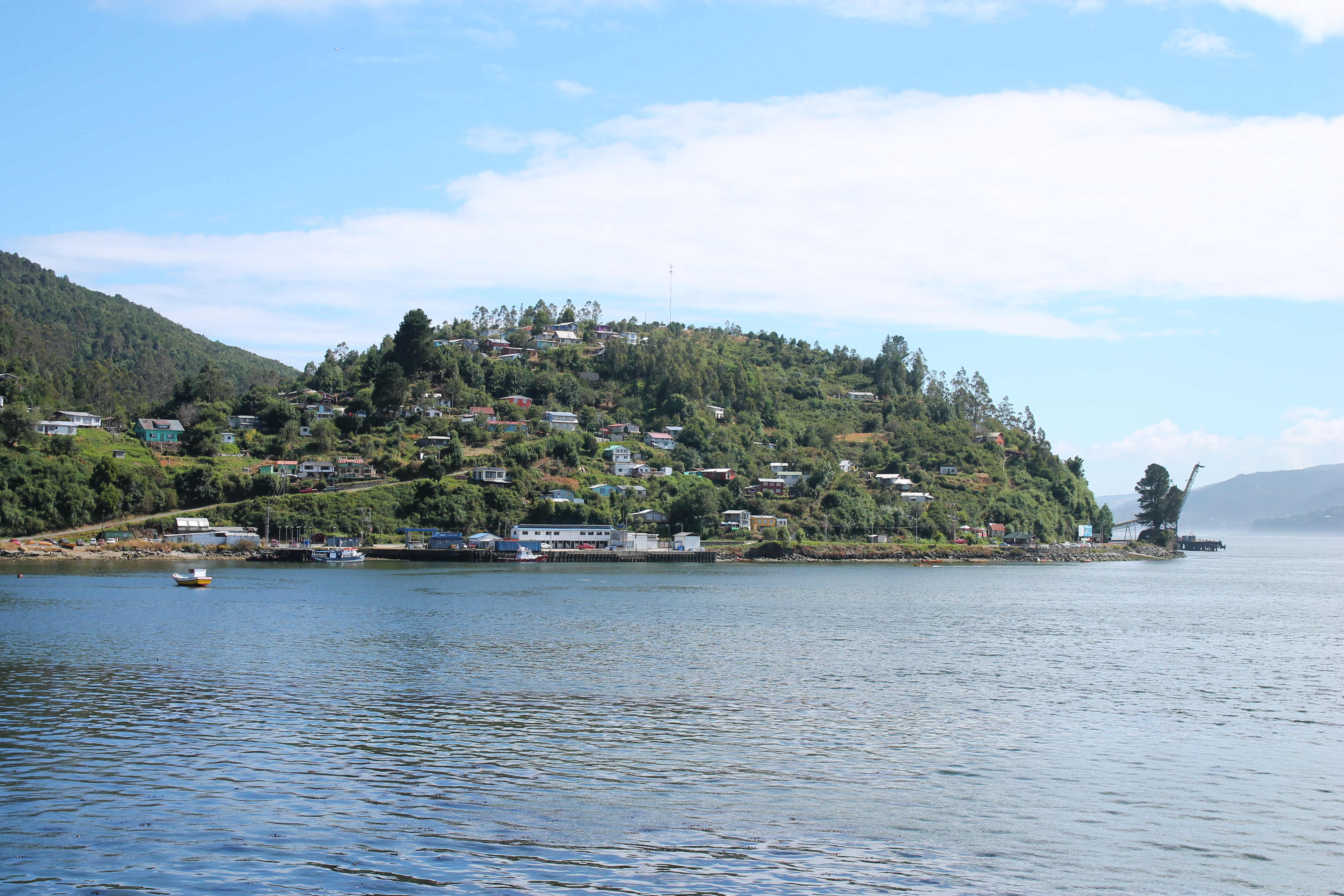
Corral.

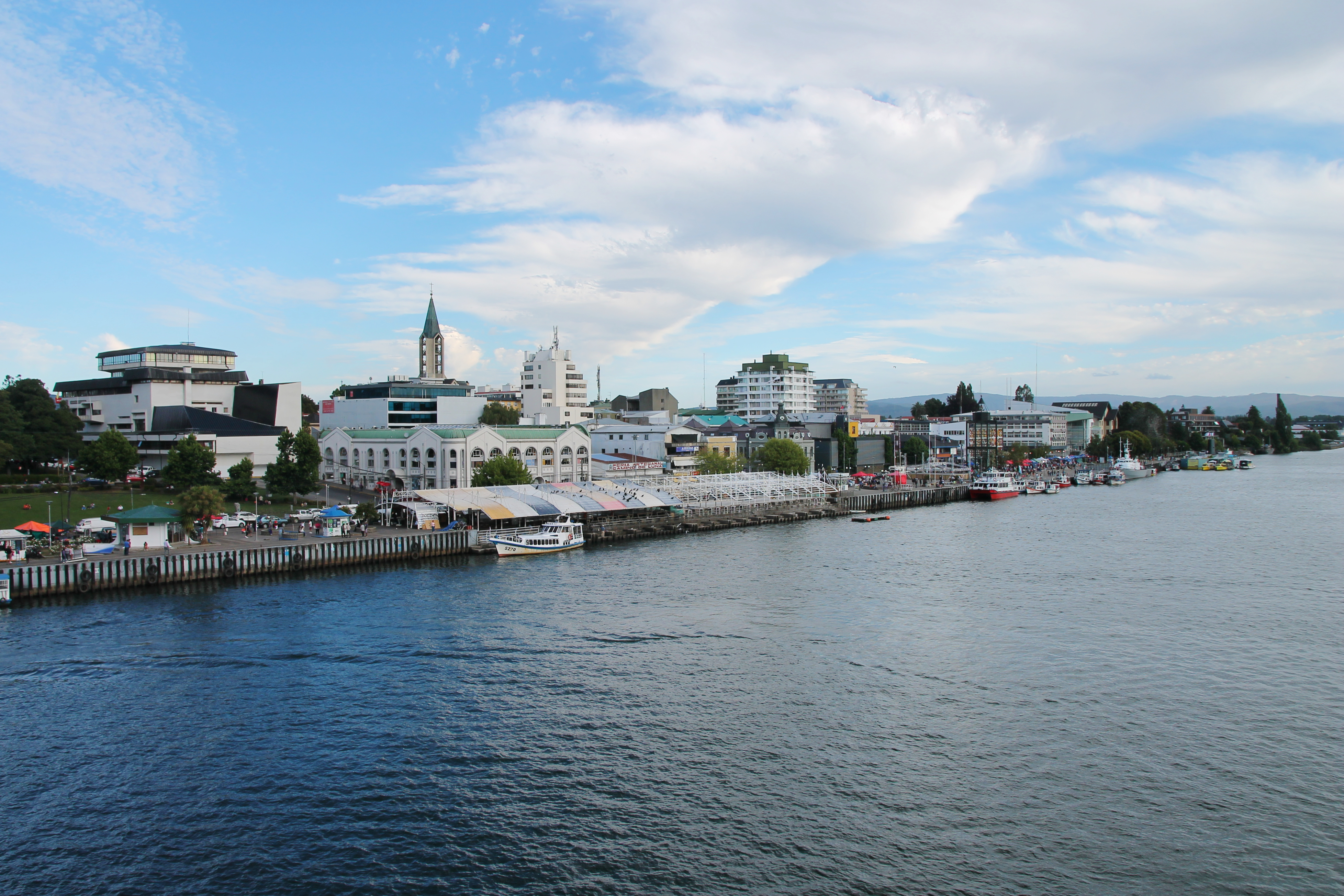
Valdivia.

A continuación se presenta la serie histórica de indicadores básicos de la Región de Los Ríos:
| Año  | Nacimientos | Defunciones | Tasa bruta de natalidad | Tasa bruta de mortalidad | Tasa global de fecundidad |
| ---- | ----------- | ----------- | ----------------------- | ------------------------ | ------------------------- |
| 1997 | 5850        | 2054        | 16.4                    | 5.8                      | 2.08                      |
| 1998 | 5446        | 2116        | 15.2                    | 5.9                      | 1.95                      |
| 1999 | 5422        | 2167        | 15.0                    | 6.0                      | 1.95                      |
| 2000 | 5545        | 2116        | 15.3                    | 5.8                      | 2.00                      |
| 2001 | 5415        | 2205        | 14.9                    | 6.0                      | 1.95                      |
| 2002 | 5378        | 2136        | 14.7                    | 5.8                      | 1.93                      |
| 2003 | 5169        | 2263        | 14.0                    | 6.1                      | 1.86                      |
| 2004 | 5139        | 2315        | 13.9                    | 6.3                      | 1.84                      |
| 2005 | 5086        | 2390        | 13.7                    | 6.4                      | 1.82                      |
| 2006 | 5155        | 2274        | 13.8                    | 6.1                      | 1.84                      |
| 2007 | 5154        | 2408        | 13.7                    | 6.4                      | 1.82                      |
| 2008 | 5306        | 2371        | 14.0                    | 6.3                      | 1.87                      |

Fuente: I.N.E. (Chile)

## Economía
La economía regional se sustenta principalmente en el rubro silvicultor, tanto por la extracción de maderas (principalmente pino insigne y en menor medida, eucalipto) como del procesamiento de celulosa en plantas como la de CELCO, ubicada en las cercanías de San José de la Mariquina, además existe producción papelera. El desarrollo agrícola de cereales y bayas, y de la ganadería, tanto para engorda como para lechería, también son importantes actividades realizadas en los sectores interiores de la región. También se presenta la exportación de minerales, como el lapislázuli y la plata juntos con el oro.
En esta región existen actividades industriales, teniendo algunas origen en la inmigración de colonos alemanes a mediados del siglo XIX, siendo un ejemplo la cervecera.
El turismo es importante para el desarrollo de la región, en la zona costera hay balnearios como Niebla, en el interior está el sector de los Siete Lagos y las riberas del lago Ranco. En la zona cordillerana, los principales atractivos son centros termales y reservas naturales existentes.
En 2018, la cantidad de empresas registradas en la región de Los Ríos fue de 8526. El Índice de Complejidad Económica (ECI) en el mismo año fue de -0,43, mientras que las actividades económicas con mayor índice de Ventaja Comparativa Revelada (RCA) fueron Fabricación de Hilos y Cables Aislados (120,83), Elaboración de Levaduras Naturales o Artificiales (59,25) y Construcción de Embarcaciones Menores (58,76).

## Relaciones internacionales
La Región de Los Ríos es sede de una serie de instituciones de relaciones internacionales, tales como la Unidad Regional de Asuntos Internacionales (URAI) del Gobierno Regional del Los Ríos en Valdivia, encargada del análisis y gestión de las relaciones bilaterales y multilaterales de la región con América Latina y el resto del mundo, y de la organización de eventos internacionales como el Encuentro Internacional de Los Ríos, que congrega anualmente a Embajadas e instituciones extranjeras en la ciudad de Valdivia, la Unidad Regional de Promoción y Atracción de Inversiones, la Comisión de Relaciones Internacionales del Consejo Regional de Los Ríos en Valdivia, la Unidad de Relaciones Internacionales de la Corporación Regional de Desarrollo Productivo en Valdivia, la oficina regional en Valdivia del Servicio Nacional de Migraciones, la oficina regional en Valdivia de la Dirección General de Promoción de Exportaciones (ProChile), el Departamento de Migraciones y Policía Internacional de la Policía de Investigaciones en Valdivia, y las siguientes Oficinas Migrante en los municipios de la región:
- Oficina Migrante de la Municipalidad de Lanco.
- Oficina Migrante de la Municipalidad de Panguipulli.
- Oficina Migrante de la Municipalidad de Máfil.
- Oficina Migrante de la Municipalidad de Valdivia.
- Oficina Migrante de la Municipalidad de Paillaco.

En materia de internacionalización en educación superior, el principal actor dentro de la Región de los Ríos es la Unidad de Relaciones Internacionales de la Universidad Austral de Chile.

### Consulados en Valdivia
Debido al importante número de inmigrantes y descendientes de diversos países europeos (especialmente de alemanes), existen en la ciudad diversos consulados honorarios para atender diversas problemáticas de la población residente en la zona.
Los consulados presentes en la ciudad son los de:
- Alemania: Honorarkonsul der Bundesrepublik Deutschland (cónsul honorario: Kurt Hellemann).
- Austria: Consulado Honorario de Austria, (cónsul honorario: Dr. Marcos Iampaglia).
- España: Consulado Honorario del Reino de España (cónsul honorario: Elías Caballero).
- Francia: Consulat Honoraire de la République Française (cónsul honorario: Carl Friedrich Fingerhuth Vorwerk).
- Italia: Consulado Honorario de la República Italiana (cónsul honorario: Alessandro Foradori).
- Países Bajos: Consulado Honorario de los Países Bajos (cónsul honoraria: Charlotte Lovengreen Van Der Meijden).
- Reino Unido: Honorary Consulate of the United Kingdom (cónsul honorario: John Kenyon).

## Cultura
El Festival Internacional de Cine de Valdivia (FICV) es el evento cinematográfico más relevante de Chile, uno de los más importantes a nivel mundial y Latinoamérica. Se realiza desde 1994, generalmente durante el mes de octubre.
La Feria del Libro de Valdivia es organizada anualmente por la Corporación Cultural Municipal de la ciudad, con apoyo de la Gobernación de los Ríos, en el Parque Saval. En este contexto, destacan varios autores nacidos en la Región de Los Ríos, tales como Maha Vial, Iván Espinoza Riesco, José Baroja, Aldo Astete Cuadra, Efraín Miranda Cárdenas, por nombrar algunos.
El concurso Simposio Internacional de Escultura de Valdivia es catalogado como uno de los eventos más importantes de Chile y de prestigio en América Latina.
El Festival Internacional de Jazz de Valdivia nació en julio del año 2000. Hoy se considera el festival más antiguo de Chile y uno de los más importantes en este género musical en el Cono Sur.

## Medios de Comunicación
- Austral Valdivia
- Diario en Acción
- Panorama Los Ríos
- Noticias Los Ríos
- Los Ríos Noticias
- El Vocero de Mariquina
- Mas Retorno
- 14 Sur
- Región Verde
- El Naveghable
- Mi Voz
- Informador Valdiviano
- La Voz de Valdivia
- Infolluvia
- Mas Valdivia
- Noticias Rio Bueno
- Rio En Linea
- Vocero Regional
- Periodico de Los Rios
- Diario Sur Los Ríos
- Red Panguipulli
- Somos Noticias
- Diario Sostenible
- Informa Al Minuto
- Los Rios al dia
- Prensa Valdiviana